# Forum Fridericianum

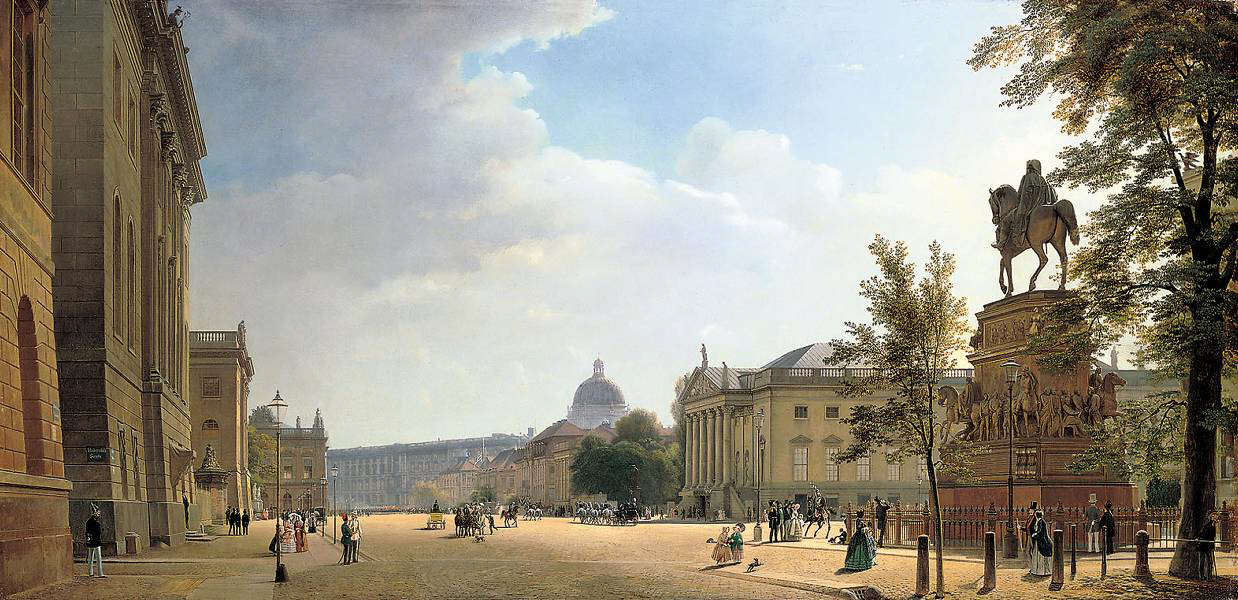
Forum Fridericianum auf dem Gemälde Unter den Linden von Eduard Gaertner, 1852

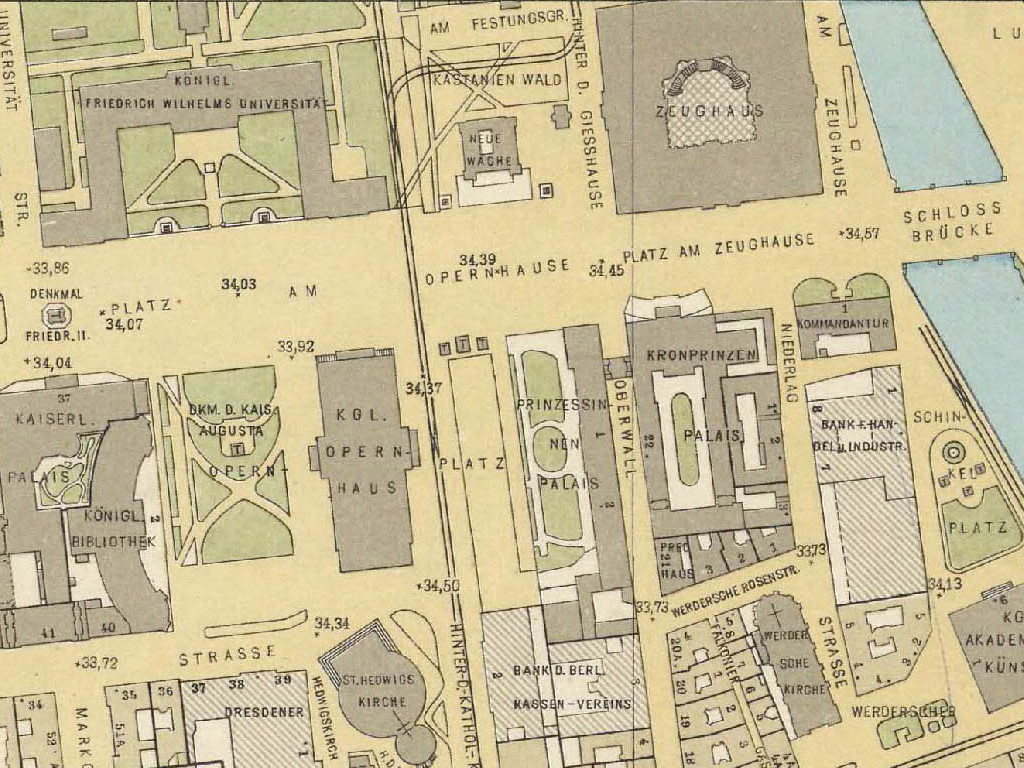
Forum Fridericianum auf dem Straubeplan, 1910

Das Forum Fridericianum (lateinisch für Friderizianisches Forum) im Berliner Ortsteil Mitte ist ein Platz am Anfang der Prachtstraße Unter den Linden, der von der Schloßbrücke bis zum Reiterstandbild Friedrichs des Großen reicht. Ab 1740 von Friedrich II. geplant und von Georg Wenzeslaus von Knobelsdorff ausgeführt, wurde es im Zweiten Weltkrieg zerstört und danach wieder aufgebaut. Die Mitte des Forums Fridericianum bildet der heutige Bebelplatz mit dem Opernhaus, dem Prinzessinnenpalais, der St.-Hedwigs-Kathedrale, der Alten Bibliothek und dem Alten Palais. Umrandet wird es vom Palais des Prinzen Heinrich, der Neuen Wache und dem Zeughaus im Norden sowie dem  Kommandantenhaus und dem Kronprinzenpalais im Süden. Laut Friedrich Nicolai gehörte es zu den „schönsten Plätzen der Welt“.

## Friedrich II. als Bauherr

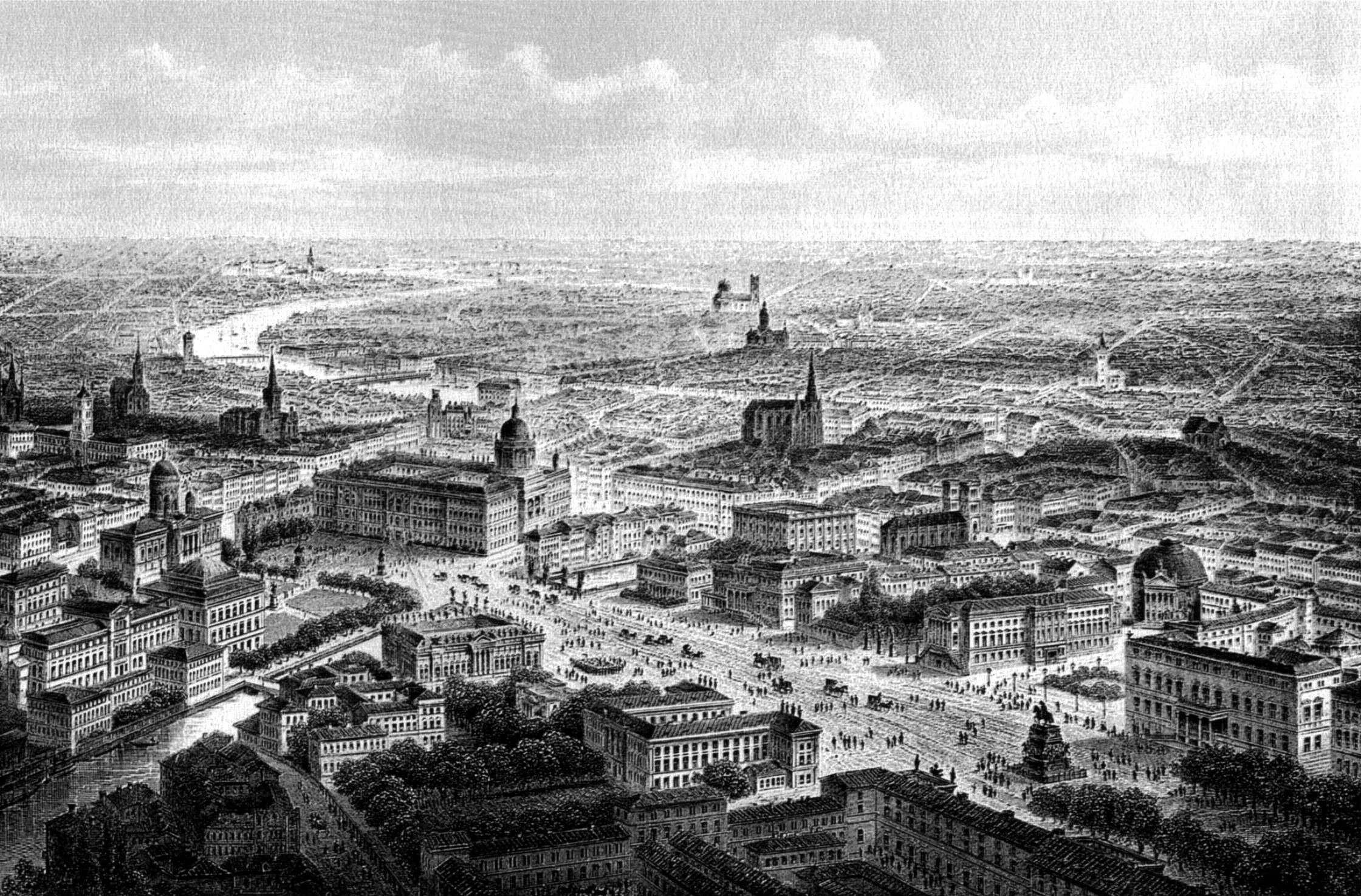
Das Forum Fridericianum (rechts hell im Bildvordergrund) im Berliner Stadtbild, 1850

Die Bezeichnung Forum Fridericianum bezieht sich auf den preußischen König Friedrich II. (den Großen), der an Architektur außerordentlich interessiert war und königliche Bauten nicht nur in Auftrag gab, sondern durch eigenhändige Zeichnungen auch ihre Gestaltung beeinflusste. Erste größere Erfahrungen in Architektur und Stadtplanung erwarb er als Kronprinz beim Umbau des Rheinsberger Schlosses bis 1736 und nach 1740, als das verwinkelte Residenzstädtchen Rheinsberg fast völlig niederbrannte und nach zeitgemäß streng gerasterten Grundrissen, ausgerichtet auf das Schloss, wieder aufgebaut wurde.
Friedrichs wichtigster Ratgeber in Fragen der Architektur – wenn auch nicht der einzige – war der Architekt Georg Wenzeslaus von Knobelsdorff. Außerdem besaß er zahlreiche architektonische Lehrbücher, denen er Anregungen und Ideen entnahm. Berühmte Bauwerke, die er aus Kupferstichen kannte, ließ er nachbauen. So entwickelte sich der Marktplatz vor dem Potsdamer Stadtschloss zu einer Mustersammlung hauptsächlich italienischer Architektur. Die alte Nikolaikirche zum Beispiel verschwand hinter der kleineren Kopie der erst kurz zuvor fertiggestellten barocken Fassade der römischen Kirche Santa Maria Maggiore. Mit der Königlichen Bibliothek entstand ein vergleichbares architektonisches Zitat auch auf dem Forum Fridericianum.

## Das große Projekt

### Erste Planung

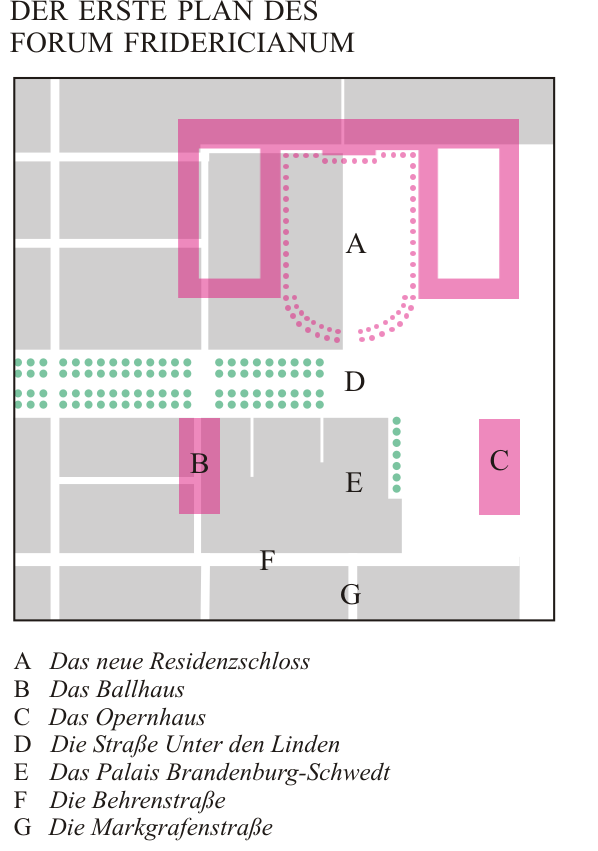
Schema der ursprünglichen Planung

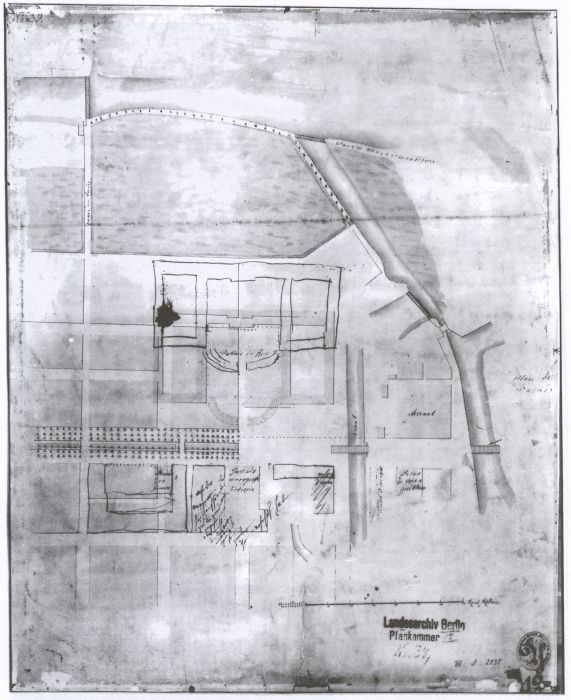
Eigenhändige Korrekturen Friedrichs II.

Gleich zu Beginn seiner Regierungszeit beabsichtigte Friedrich II., in Berlin neue städtebauliche Akzente zu setzen. Anstelle der seit 1735 abgetragenen Festungsanlagen, unweit des alten Stadtschlosses, sollte ein groß dimensioniertes Bauensemble entstehen, dessen Bezugspunkt ein weit ausgedehntes neues Residenzschloss (Palais du Roy) sein sollte.
Ein Grundriss aus der frühesten Planungsphase zeigt, wie Knobelsdorff die Anlage konzipiert hatte. Danach liegt das neue Königliche Schloss nördlich der Ost-West-Achse Unter den Linden – ein Baukomplex mit zwei Innenhöfen, einem großen Ehrenhof und einer halb-elliptischen Kolonnade, das Ganze etwa 300 Meter breit und 150 Meter tief. Nach Süden erstreckt sich ein weitläufiger Platz mit der Markgrafenstraße als Symmetrieachse. Unmittelbar an der Südseite der Straße Unter den Linden sind zwei freistehende Gebäude vorgesehen, das Opernhaus und ein Ballhaus. (Dabei handelte es sich nach damaligem Sprachgebrauch um ein Gebäude für ein tennisartiges Ballspiel.) Die Ausdehnung des Platzes nach Westen ist nicht festgelegt. Da aber die königlichen Neubauten völlig frei und in ungewöhnlich großer Entfernung zu den Bürgerhäusern der Umgebung stehen sollten, ergibt sich ein äußerst monumentaler Residenzplatz.
Diesem scheinbaren Prinzip der Abgrenzung widerspricht die geplante und letztlich auch realisierte Einbindung der Straße Unter den Linden in das Ensemble mit genau entgegengesetzter Wirkung. Der für damalige Verhältnisse stark genutzte öffentliche Verkehrsweg liegt als hauptsächliche Erschließungsachse zwischen Königsschloss und dem südlichen Teil des Platzes mit Opernhaus und Ballhaus. Die Fahrbahn sollte vermutlich nur als Markierung im Pflaster über den Platz führen. Das Forum Fridericianum war damit von Anfang an als frei zugänglicher Residenzplatz geplant, so dass der Eindruck gewollter Distanz zur Bevölkerung aus der Gesamtkonzeption nicht abzuleiten ist.
Die Regierungszeit Friedrichs II. begann am 31. Mai 1740. Noch im selben Jahr nahm er das große Bauprojekt in Angriff. 54 Häuser sollten angekauft und abgerissen, die betroffenen Eigentümer mit insgesamt 186.000 Reichstalern entschädigt werden (ein annähernder Vergleich, bezogen auf Einkommen und Kaufkraft: Ein Reichstaler im Jahr 1775 entsprach in etwa 40 bis 50 Euro im Jahr 2005). Anfang August 1740 begannen erste Erdarbeiten und die Untersuchung des Baugrundes. Schon sehr bald danach gab es Anzeichen für eine Änderung des Planes. Am 6. September 1740 wurde die Nachricht verbreitet, dass der vorgesehene Baugrund „zu morastig und zu einem solchen Gebäude nicht tüchtig befunden“ sei.

### Erste Schwierigkeiten
Mit der Bautechnik jener Zeit wurden jedoch ganze Festungen in sumpfigem Gelände errichtet und auf dem angeblich unbrauchbaren Bauplatz entstand wenige Jahre später das Palais des Prinzen Heinrich. Sehr wahrscheinlich sollte mit dieser Aussage das eigentliche Problem verschleiert werden – familiäre Differenzen im Hause Hohenzollern. Mitten auf dem geplanten Residenzplatz lag nämlich das Palais Schwedt der Markgrafen von Brandenburg-Schwedt, einer Seitenlinie der Hohenzollern, der Vorgängerbau des heutigen Alten Palais. Offenbar weigerten sich die Brandenburg-Schwedter hartnäckig, das Gebäude zu verkaufen, so dass Friedrich schließlich von seinen Vorstellungen abrücken musste. Mit eigenhändigen Skizzen auf dem ursprünglichen Plan versuchte er, die Situation so gut es ging zu retten. Das Schloss sollte weiter nach Norden verlegt, das Opernhaus um 90 Grad gedreht werden – das Palais Schwedt wäre dann in die Südfront des verkleinerten Residenzplatzes integriert gewesen. Statt des Ballhauses war ein neues Gebäude für die Akademie der Wissenschaften vorgesehen. Die unausgereifte Ideenskizze markierte den letzten Stand der Dinge, bevor der junge König sich intensiv mit dem ersten Schlesischen Krieg beschäftigte.

## Die kleinere Lösung

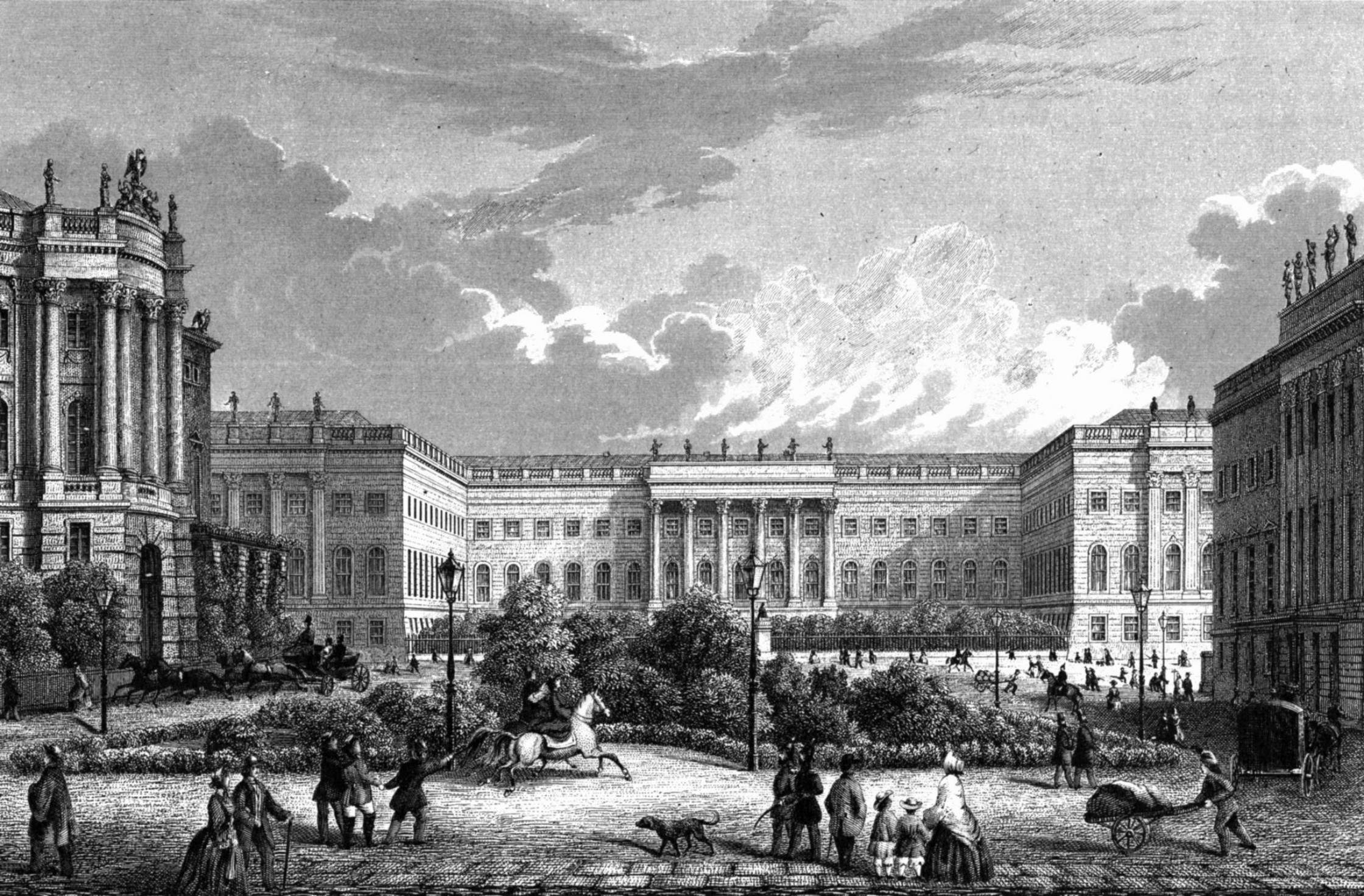
Der Opernplatz 1855. Blick nach Norden zur Universität

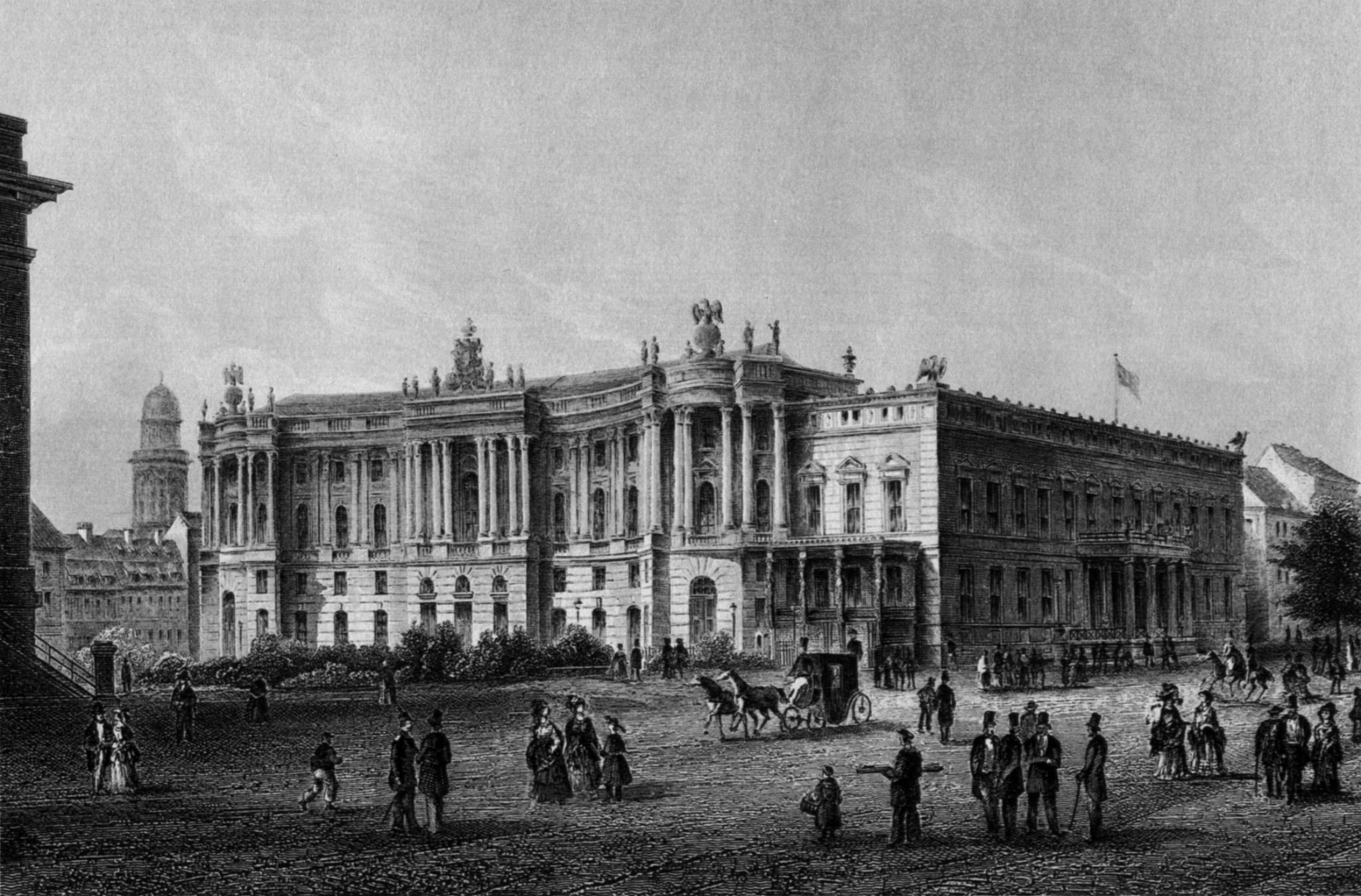
Der Opernplatz 1850. Blick nach Südwesten zur Königlichen Bibliothek

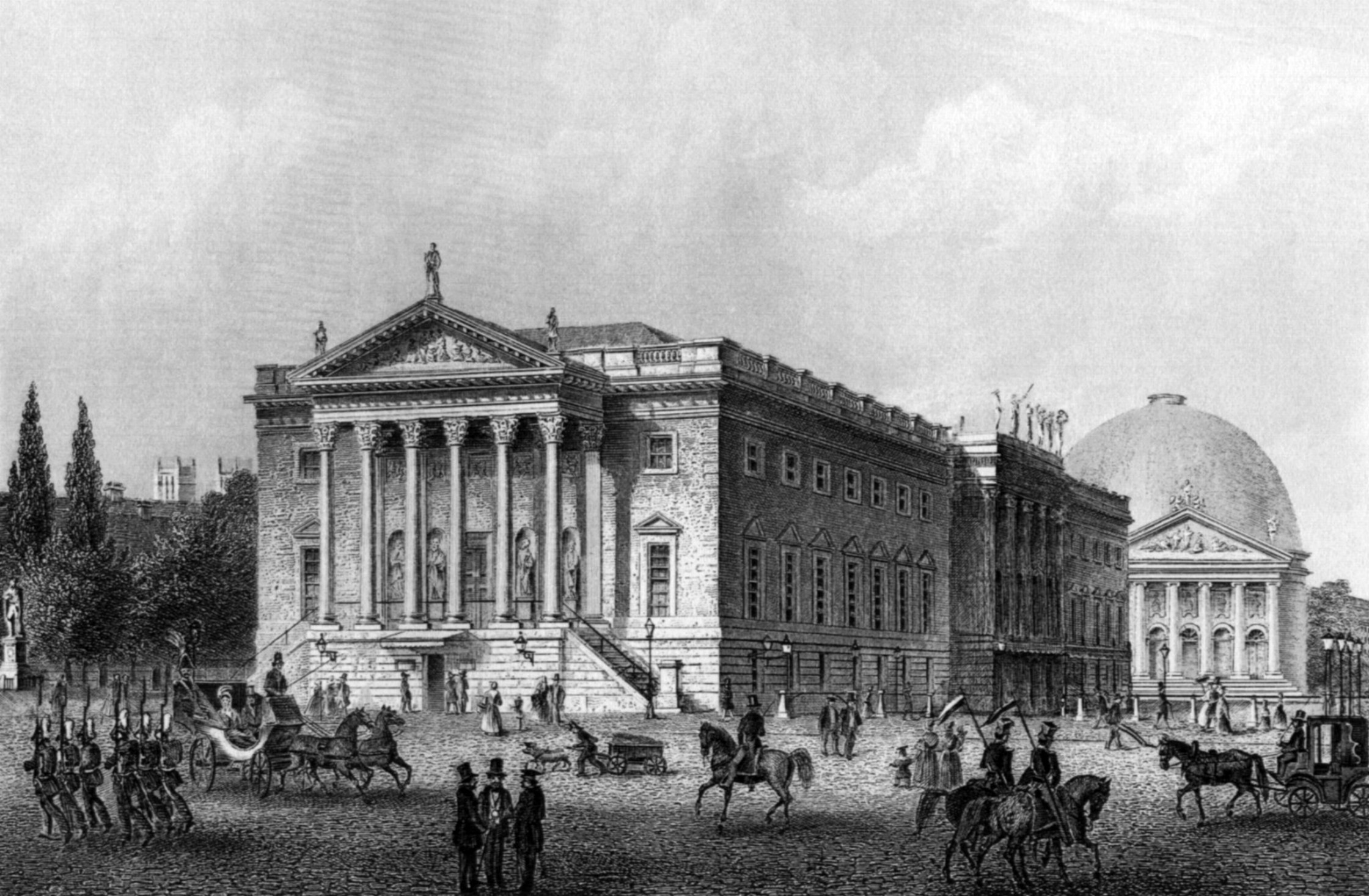
Der Opernplatz 1850. Blick nach Süden auf das Opernhaus

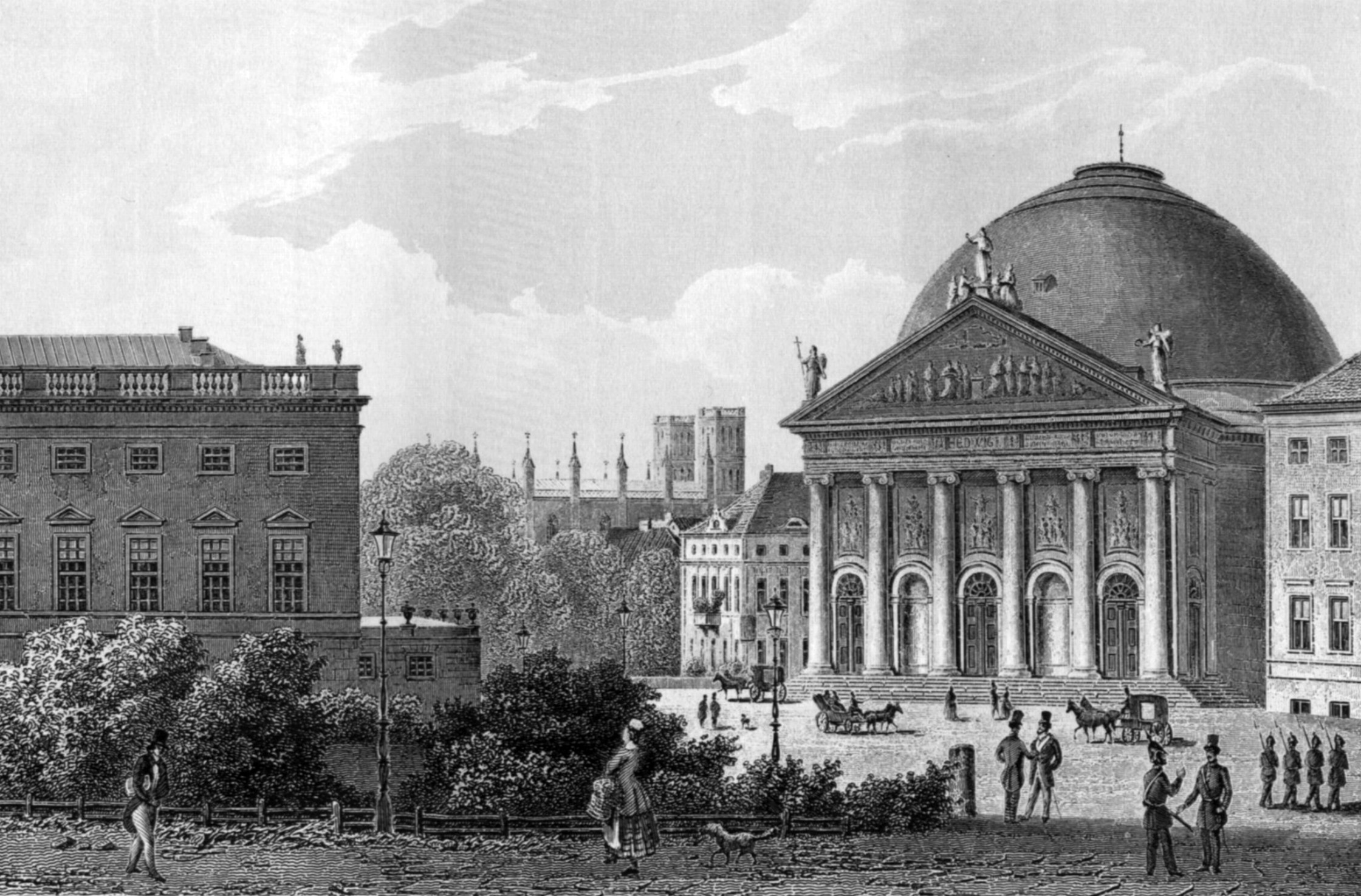
Der Opernplatz 1850. Blick nach Südosten zur Hedwigskirche

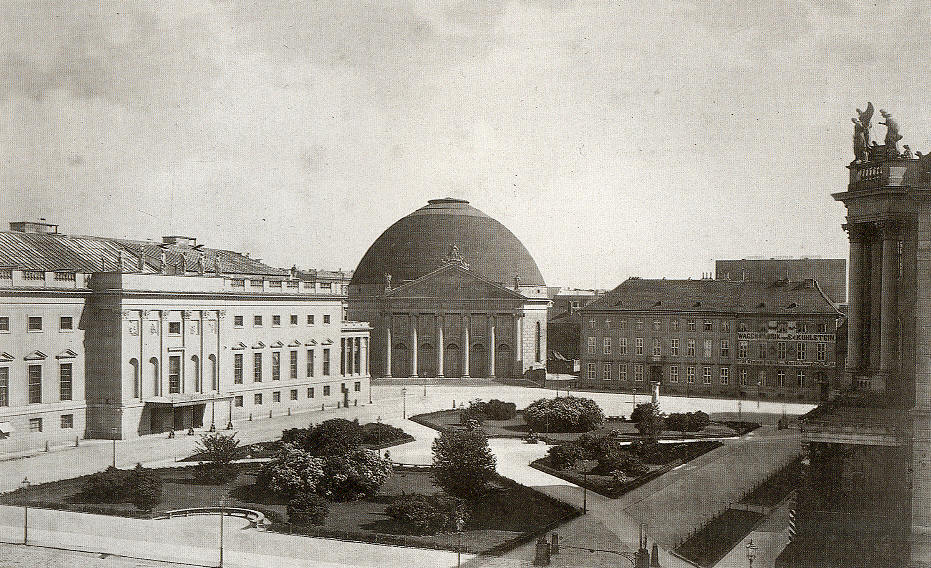
Opernplatz, Blick nach Südosten, um 1875

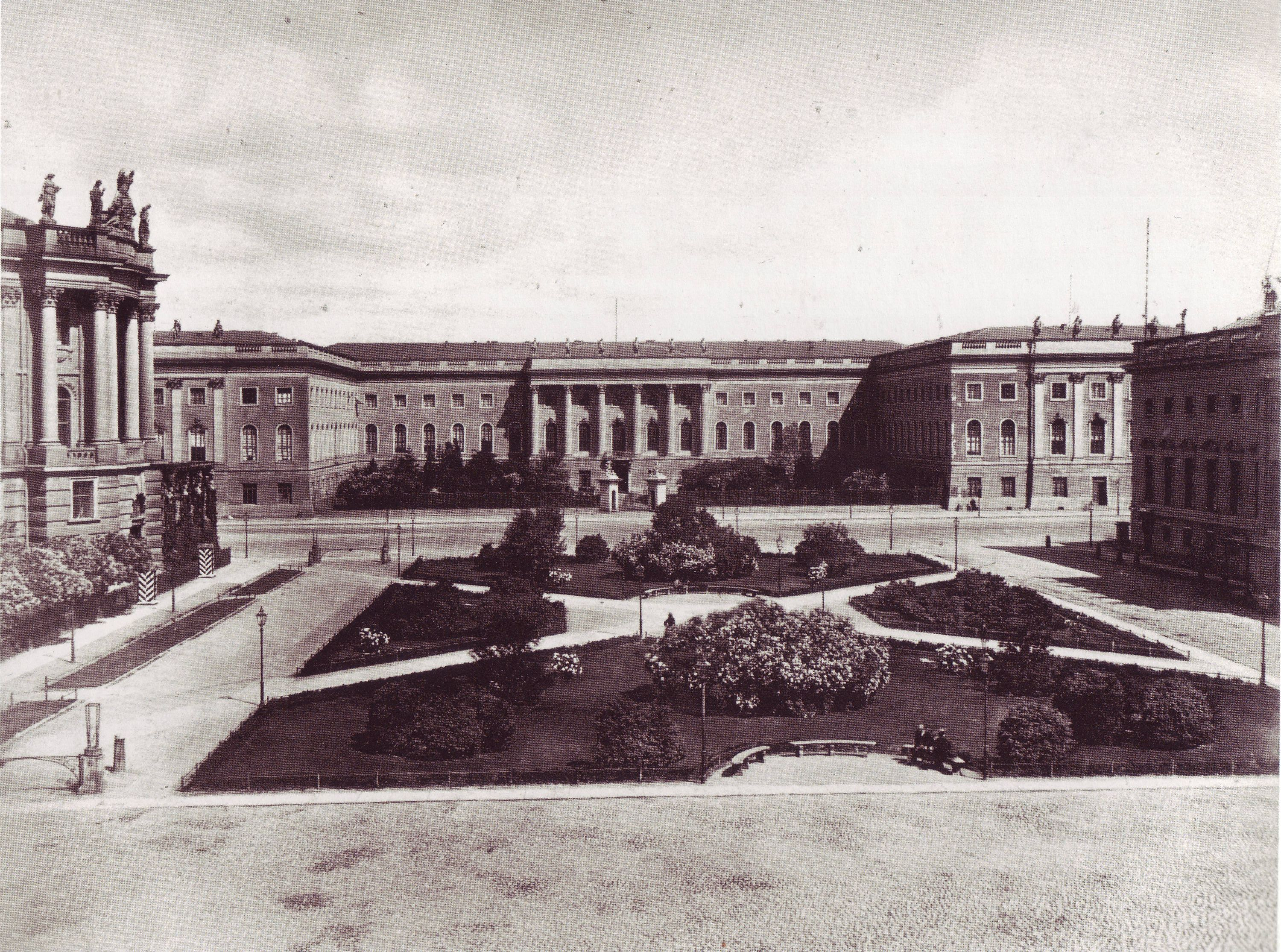
Opernplatz, Blick nach Norden, um 1880

### Opernhaus
Schon während des Krieges – über das Konzept des Forum Fridericianum war noch nicht endgültig entschieden worden – fand am 5. September 1741 die Grundsteinlegung für das Opernhaus, die heutige Staatsoper Unter den Linden, statt. Nach Plänen von Knobelsdorff wurde es nun doch, wie zunächst beabsichtigt, in Nord-Süd-Ausrichtung errichtet. Nicht ganz klar ist, welchen Anteil Friedrich II. an der Vorbereitung hatte. Wahrscheinlich war er es, der sich dafür ausgesprochen hatte, als Entwurfsgrundlage zwei bekannte zeitgenössische Architekturentwürfe zu verwenden. Die Bauarbeiten waren noch nicht abgeschlossen, als Ende 1742 die erste Oper aufgeführt wurde. Abermals ein Jahr später stand das fertige Gebäude für regelmäßige Opernaufführungen und Maskenbälle, die üblichen Wintervergnügungen dieser Zeit, zur Verfügung. Der König hatte zur Eile angehalten – sicher auch mit Blick auf seine Kriegsgegner, denen er so die kulturelle und materielle Leistungsfähigkeit Preußens selbst in Kriegszeiten demonstrieren wollte. In einer Berliner Zeitung beschrieb der Architekt die technischen Besonderheiten des Hauses, aber auch, mit erkennbarem Stolz, dessen schiere Größe: „Dieses Theater ist eins von den längsten und breitesten in der Welt“. Das fertige Opernhaus stand in einem noch unstrukturierten Stadtraum, in einer sandigen Fläche auf dem ehemaligen Festungsgelände, von der Knobelsdorff sagte, sie habe vor allem den Zweck, „dass 1000 Kutschen gemächlich allda halten können“.
Allmählich zeichnete sich ab, dass die anfangs geplante Residenzanlage so nicht gebaut werden würde. Zwei Entscheidungen des Königs zu Beginn des Jahres 1745 verstärkten diesen Eindruck. Zu diesem Zeitpunkt war er vermutlich endgültig davon überzeugt, dass er das störende Palais Schwedt nicht mehr werde erwerben können. Schon wurde vermutet – und von der Berliner Bürgerschaft wegen der ökonomischen Konsequenzen befürchtet – dass sein Hauptinteresse in Zukunft nicht mehr Berlin, sondern Potsdam gelten könnte. Anlass für solche Spekulationen war Friedrichs Befehl, sofort mit dem Bau des Schlosses Sanssouci zu beginnen und das Potsdamer Stadtschloss zu erneuern. Im alten Berliner Schloss ließ er sich mit größerem Aufwand ein Appartement ausbauen – ein neues Residenzschloss wurde immer unwahrscheinlicher.

### Hedwigskirche
Durch den Bau der Hedwigskirche gab der König der Entwicklung des Platzes eine neue Wendung – ein solches Bauwerk war bisher nicht vorgesehen gewesen. Auch dieses Vorhaben, 1747 nach dem Ende des zweiten Schlesischen Krieges begonnen, hatte eine politische Dimension. Friedrich II. gestattete den Bau einer neuen katholischen Kirche, zur Schutzpatronin wurde die schlesische Landesheilige Hedwig bestimmt – deutliche Hinweise darauf, dass der König religiöse Toleranz beweisen und damit vor allem die Integration des überwiegend katholischen Adels in Schlesien erleichtern wollte. Bislang hatte es in Berlin nur eine kleine katholische Kapelle in einem Hinterhof gegeben, nun entstand die neue Kirche an einem herausgehobenen, wenn auch noch kaum gestalteten Platz der Stadt.
Friedrich schenkte der katholischen Gemeinde den Baugrund und sogar fertige Entwürfe für die Architektur. Vermutlich hatte der König die Pläne selbst angeregt und von Knobelsdorff ausführen lassen. Die enorm hohen Baukosten allerdings mussten fast vollständig von der Gemeinde aufgebracht werden. Durch Spendenaufrufe in ganz Europa konnte das Nötige eingesammelt werden. Gleich zu Anfang kritisierte der Vatikan die verschwenderisch anmutenden Baupläne, wohl auch mit Blick auf die Art der Finanzierung. Die Berliner Baukommission verteidigte sich mit dem Hinweis, dass der üppige Entwurf vom König selbst stamme, es also politisch unklug wäre, ihn zu verändern; man werde aber auf die geplanten Marmorsäulen verzichten und stattdessen Säulen aus Backstein mauern lassen. Immer wieder verursachte Geldmangel lange Arbeitsunterbrechungen. Erst 1773, nach insgesamt 27 Jahren Bauzeit, konnte die Kirche geweiht werden.

### Prinz-Heinrich-Palais
Im Jahr 1748 begannen die Bauarbeiten für das Prinz-Heinrich-Palais. Inzwischen stand fest, dass es die neue Berliner Residenz nicht geben würde. Der König ließ stattdessen ein Palais für seinen jüngeren Bruder Heinrich errichten. Das für einen jungen, damals noch unverheirateten Prinzen bemerkenswert geräumige Palais entstand an der Stelle, die einst für das Schloss vorgesehen war. Auch hier lieferte Friedrich II. als Bauherr erste Ideenskizzen. Die Fassadengestaltung orientierte sich an den Formen des Opernhauses und zielte offensichtlich darauf ab, dem Platz eine einheitliche Gestaltung zu vermitteln. Die Bauausführung übernahm Johann Boumann d. Ä., dem 1755 die Zuständigkeit für das gesamte Berliner Bauwesen übertragen wurde. Bis zu diesem Zeitpunkt waren die Kosten schon auf 200.000 Taler angestiegen, 1756 wurden nochmals 33.000 Taler bewilligt – für ein Projekt dieser Art damals ungeheure Summen. Die Arbeiten kamen auch hier nur langsam voran, und während des Siebenjährigen Krieges wurden sie völlig eingestellt.
Erst Anfang 1766 konnte der Prinz mit seinem Hofstaat einziehen. Ein Höfling notierte nach der Besichtigung des noch unfertigen Gebäudes: Das Palais „wird ungeheuer groß und nicht bequem werden. Man wird hier totfrieren und jedes Mal für 4000 Taler Lichte brauchen, um dieses Gebäude zu erleuchten.“ Heinrich, dessen homoerotische Neigungen offensichtlich waren, wurde schon 1752 aus Gründen der Staatsraison mit Wilhelmine von Hessen-Kassel verheiratet. Zeitgenossen sahen ihn „mit düsterer Miene wie zum Opferaltar“ zur Trauung gehen, die Eheleute lebten denn auch meist getrennt. Prinz Heinrich starb 1802, im Palais begannen im Oktober 1810 die ersten Lehrveranstaltungen der Berliner Universität (Alma mater berolinensis), die von 1828 bis 1945 „Friedrich-Wilhelms-Universität“ genannt wurde und heute Humboldt-Universität zu Berlin heißt.

### Königliche Bibliothek
Im Jahr 1774 ergab sich die Möglichkeit, die Platzanlage durch einen Bau auf ihrer Westseite zu vervollständigen. Von einer Tochter des Markgrafen von Schwedt wurde das Palais Schwedt nun doch zum Verkauf angeboten, der preußische Hof erwarb von dem großen Grundstück aber nur ein Nebengebäude gegenüber dem Opernhaus – die alten Pläne mit dem großen Raumbedarf waren längst beiseitegelegt. Hier ließ Friedrich II. die neue Königliche Bibliothek errichten. In den Jahren 1775–1786 entstand nach den Plänen von Georg Christian Unger ein Gebäude, das sich in seiner Formensprache von allen anderen am Platz deutlich unterschied.
Der König hatte sich eine Kopie der Michaelerfront gewünscht, die Joseph Emanuel Fischer von Erlach 1726 für die Wiener Hofburg entworfen hatte. (Dort wurde der Entwurf in veränderter Form erst sehr viel später realisiert, die Kopie überholte sozusagen das Original). Die Anpassung war schwierig. Der Wiener Entwurf war für eine völlig andere städtebauliche Umgebung gezeichnet worden, der Bau wirkte in der Berliner Situation als Fremdkörper. Mit seiner geschwungenen Fassade – die Berliner sprachen etwas belustigt von der „Kommode“ – ließ er sich schließlich doch nicht auf dem neuerworbenen Grundstück unterbringen. Deswegen musste die Fluchtlinie um einige Meter vorverlegt, der freie Platz also etwas kleiner werden; gleichzeitig fiel die Krümmung der Fassade nach innen deutlich flacher aus als bei dem österreichischen Vorbild.
Einen dringenden Bedarf für die neue Bibliothek gab es nicht. Die königliche Büchersammlung war in einem Flügel des Berliner Schlosses untergebracht, wuchs nur langsam und fand dort leidlich Platz. Der zunächst für seinen Zweck viel zu große Neubau der Bibliothek kann also auch als Demonstration landesväterlicher Vorsorge gesehen werden, als durchaus zeitgemäßer Schritt zur Pflege bürgerlicher Kultur und Bildung. Der jährliche Ankaufsetat wurde auf 8000 Reichstaler kräftig erhöht, mit zusätzlichen Mitteln sollten die Bestände ganzer Bibliotheken übernommen werden. Der Bau steht aber auch in Zusammenhang mit einer ganzen Reihe von Baumaßnahmen, die der König nach dem Siebenjährigen Krieg in Berlin vorantreiben ließ, um die Stadt europäischen Metropolen anzugleichen. Besondere Beispiele sind die beiden Turmbauten auf dem umgestalteten Gendarmenmarkt und die sogenannten Immediatbauten, eine größere Anzahl von meist viergeschossigen ansehnlichen Wohnhäusern, die ganz oder teilweise auf königliche Kosten erbaut wurden.

### Südseite
Der südliche Abschluss des Forum Fridericianum wurde zunächst nicht mit repräsentativen Bauten besetzt. Hier standen an der Behrenstraße bis ins späte 19. Jahrhundert unauffällige zwei- und dreigeschossige bürgerliche Wohnhäuser. Dann kaufte die Dresdner Bank die Grundstücke Behrenstraße 38/39 und ließ 1889 als neue Geschäftszentrale ein reich dekoriertes Gebäude im Stil der italienischen Hochrenaissance errichten, dessen Maße sich noch problemlos in die historische Umgebung einfügten. Als das Haus 1923 trotz heftiger öffentlicher Proteste drei zusätzliche Etagen erhielt und Oper, Bibliothek und Universität nun deutlich überragte, störte es das architektonische Gleichmaß des Platzes jedoch empfindlich.

## Der Platz – mehr als seine Bauten
Nach der uneinheitlichen Baugeschichte wäre es nicht erstaunlich gewesen, wenn man den Platz nur als Ansammlung mehr oder weniger attraktiver Einzelbauten wahrgenommen hätte. Das Gegenteil war der Fall. Schon die Zeitgenossen waren höchst angetan. Etwas überschwänglich fasst der Buchhändler und Schriftsteller Friedrich Nicolai seine Eindrücke zusammen: Der Platz gehöre „zu den schönsten der Welt. […] Der Reiz des Anblicks so vieler Palläste gewinnt noch dadurch, daß jeder derselben in seiner Bauart völlig von den andern verschieden, und jeder in seiner Art doch höchst schön ist.“ Lobende Äußerungen sind auch von Karl Friedrich Schinkel, Heinrich Heine und anderen bekannt.
So erreichte die Anlage trotz des verhinderten Idealentwurfs und späterer Schwierigkeiten ihren übergeordneten Zweck – die Regierungszeit Friedrichs II. eindrucksvoll in Szene zu setzen und den Ruhm des Bauherrn zu vergrößern. Verschiedene zum Teil bewusst geförderte Begleitmaßnahmen unterstützten diese Absicht: In den Berliner Zeitungen erschienen ausführliche Berichte, die Baupläne einiger Gebäude wurden als Kupferstiche veröffentlicht, Reisende schickten höchst anerkennende Schilderungen in ihre Heimatländer, Opernhaus und Hedwigskirche fanden schon bald nach ihrer Fertigstellung in architektonischen Lehr- und Handbüchern Erwähnung. Als geradezu populistische Maßnahme ließ der König das Opernhaus jeweils im Karneval für Bürger aller Stände zu Opernaufführungen und Maskenbällen unentgeltlich öffnen.

## Bezeichnungen
Die Bezeichnung Forum Fridericianum, lateinisch für Friderizianisches Forum, war im 18. Jahrhundert noch nicht gebräuchlich. Nur aus einem Brief des venezianischen Gelehrten Francesco Algarotti an seinen preußischen Freund Georg Wenzeslaus von Knobelsdorff vom 10. September 1742 ist die italienische Variante „foro di federigo“ bekannt. Erst im 19. Jahrhundert fanden dieser Brief sowie die deutschen Varianten Forum Friedrichs, Friedrichsforum und Friderizianisches Forum Eingang in die deutsche kunstwissenschaftliche Literatur, schließlich auch in der lateinischen Übersetzung Forum Fridericianum. In der DDR waren die Bezeichnungen Forum Unter den Linden und Lindenforum gebräuchlich, um sich von der monarchischen Herkunft des Platzes zu distanzieren.
Ursprünglich bestand das Forum Fridericianum aus drei Teilplätzen: dem Opernplatz (heute Bebelplatz) westlich und östlich des Opernhauses, dem Platz am Opernhause (heute Unter den Linden) vom Reiterstandbild Friedrichs des Großen bis zum Zeughaus und dem Platz am Zeughause (heute Unter den Linden) vom Zeughaus bis zur Schloßbrücke. Der Platz am Opernhause und der Platz am Zeughause wurden 1937 in die Straße Unter den Linden eingegliedert.